# Kostel Nanebevzetí Panny Marie (Chotěšov)
Poutní kostel Nanebevzetí Panny Marie v Chotěšově je barokní sakrální stavbou stojící na rozlehlé obdélné návsi, která se nachází na východní straně obce v místech, kde dělí silnice do Vrbičan a do Černiva. Kostel stojí uprostřed starého hřbitova. Kostel byl postaven v letech 1730–1737 stavitelem Petrem Pavlem Columbanim. Podle staré tradice sem putovali od nepaměti poutníci k vzácné posvátné dřevěné gotické sošce Panny Marie (chotěšovské madoně), která pochází z první poloviny 15. století. I když tyto poutě v 19. století postupně upadaly, udržely se až do 21. století.

## Historie

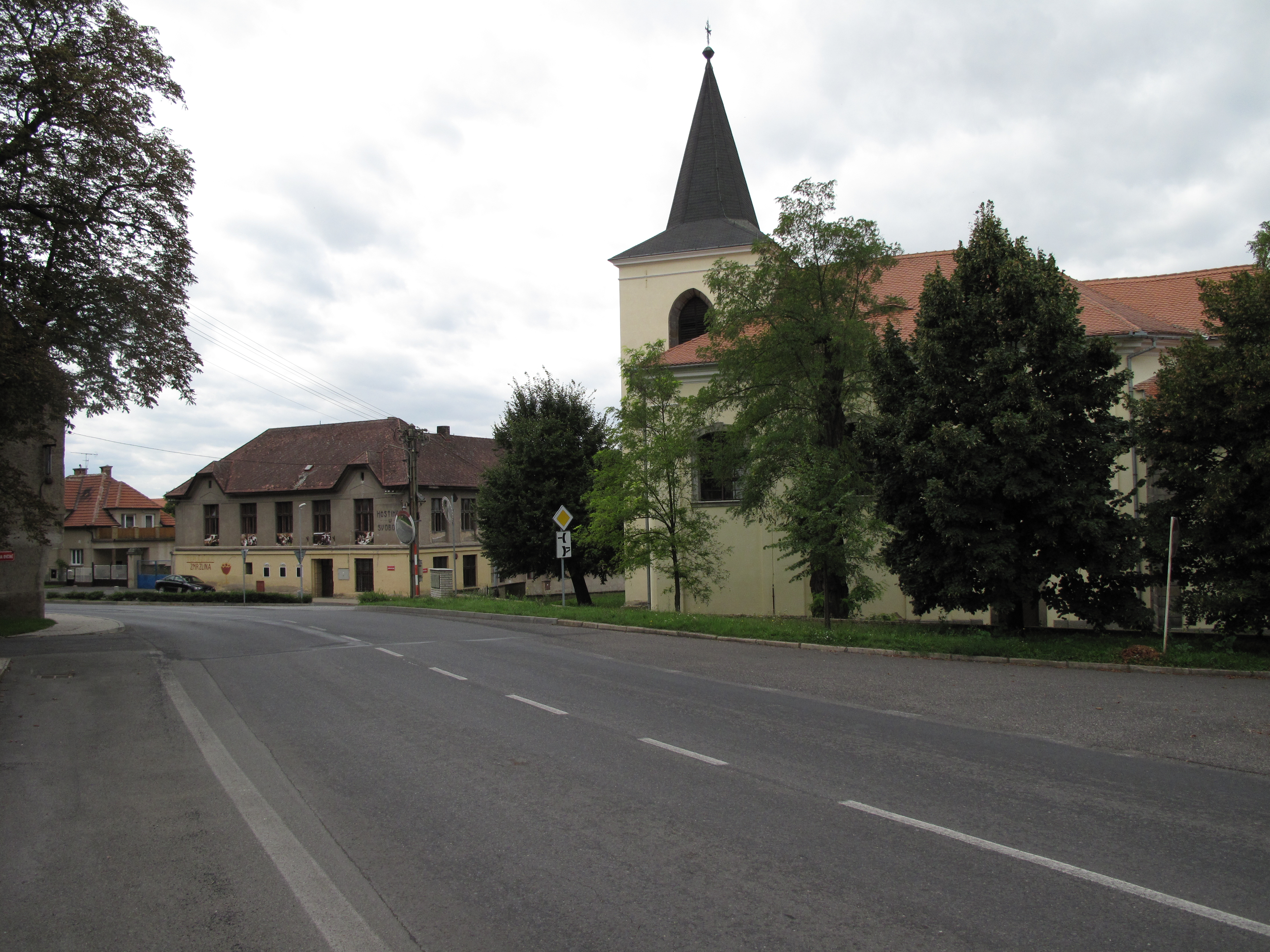
Kostel v Chotěšově z pohledu přes silnici č. 247

Chotěšovský kostel byl vybudován doksanskými premonstrátkami. Poprvé je doložen k roku 1352, jako zboží doksanského kláštera, který tu postavil kostel. Existenci tohoto kostela dokládá také pamětní kniha libochovické a chotěšovské farnosti. Tato pamětní kniha uvádí, že původní kostel měl presbytář zděný, ale vetchý. Když se při větších slavnostech hrálo na kůru na trouby a bubny, kostel se otřásal tak, že ze stropu padaly kousky malty a dokonce, že jednou z tohoto důvodu musel kněz při zpívané mši svaté odejít od oltáře. Kostel měl také zděnou sakristii, která však byla podepřena kládami a trámovím, takže se obávali do ní chodit z důvodu zřícení. Kostel by obrácen k východu a nebyl příliš veliký. O tom, kdy byl postaven pamětní kniha neuvádí žádné zprávy.
Se souhlasem litoměřické konzistoře byl v roce 1730 tento původní kostel zbourán. Po zbourání starého kostela se ukázalo, že neměl základy, ale byl postaven na velkých černých kamenech pocházejících z nedalekého Hazmburku. Okamžitě započala stavba nového kostela, přičemž stará vysoká věž byla podchycena a byl pod ní položen pevný kamenný základ. Půdorys kostela z roku 1730 zůstal nezměněn do současnosti.
Na stavbu tohoto nového kostela přispěl libochovický zámecký pán Valter Xaver kníže Dietrichstein 1000 zlatých. Vliv na tento příspěvek mělo zřejmě i to, že jeho manželka Karolina, dcera Jiřího hrabětě z Proskavy se při těžké nemoci zaslíbila Panně Marii Chotěšovské. Z Libochovic byl vypraven početný prosebný průvod za uzdravení k mariánské soše a na nemocnou kněžnu Karolinu zastoupil kníže osobně. Když se Karolina uzdravila, byla složena částka 1000 zlatých na zbudování poutní svatyně. Další finanční dary přišly i od chotěšovských obyvatel a také práce při výstavbě kostela konali zadarmo.
Do základního kamene přestavby a zároveň novostavby, která začala v roce 1730, vložil Jan Podhorský, kaplan senior z Libochovic, dobře pozlacený relikviář. V relikviáři se nachází záznam o roce 1730, jméno tehdejšího libochovického děkana Václava Henningera ze Seebergu a jména dalších význačných osob.
V období výstavby kostela byla socha Panny Marie Chotěšovské umístěna na velkém oltáři kostela v Libochovicích, odkud byla 15. srpna 1737 ve slavném průvodu přenesena do nového chotěšovského kostela, který byl téhož dne, na základě plné moci od litoměřického biskupa posvěcen libochovickým děkanem Václavem Henningerem ze Seebergu. Celá stavba stála 7000 zlatých.

## Mariánská socha
Není přesně známo, kdy a kým byla socha Panny Marie, pocházející z 1. poloviny 15. století, postavena na oltáři chotěšovské svatyně, nicméně je zřejmé, že je podobná soše Panny Marie v nedalekých Doksanech. Z toho důvodu se usuzuje, že chotěšovská madona byla na oltář starého kostela umístěna zbožnými doksanskými řeholnicemi.
Tato chotěšovská mariánská socha je něco přes půl metru vysoká. Zobrazuje Pannu Marii, která drží na levé ruce Ježíška. V současném kostele je umístěna na hlavním oltáři v jeho nejvrchnější části. Pokud byla zahalena rouchy, poutníkům se zjevovala pouze tvář Panny Marie a Ježíška. V minulosti byla chotěšovská madona hojně obdarovávána drahocenými rouchy; dále zlatými, stříbrnými a jinými obětinami. Na počátku 21. století však soška nebývá zahalována.

### Podivuhodné události
Pokud se týká úcty k této posvátné soše Panny Marie, pamětní kniha chotěšovské fary uvádí několik zajímavých dokladů:
- V roce 1721 jel libochovický měšťan Tobiáš Šulc na voze se svým malým chlapcem. Hoch však spadl z vozu, který ho přejel. Polekaný otec výzval chotěšovskou madonu a hoch pak vyvázl bez následků.
- 4. února 1738 vypukl díky neopatrnosti šafáře a čeládky v obecním domě v Libochovicích požár, který zachvátil celý dvů a tři sousední stoly naplněné obilím. Když byl učiněn zbožný slib a následně vzývána chotěšovská Panna Maria o pomoc, vítr se obrátil do polí a ostatní městská stavení byla zachráněna. Na památku této události věnovaly Libochovice do Chotěšova velkou svíci a obraz požáru. Libochovický městský úřad až do roku 1920 dával vždy 4. února sloužit v libochovickém děkanském kostele u chotěšovského mariánského oltáře děkovnou mši svatou a po se konala záslibná pouť do Chotěšova.
- 15. srpna 1743 byl na velké pouti v chotěšovském kostele před oltářem Panny Marie čtyřletý hoch z Třebonic, který 5 měsíců předtím ztratil zrak. Při této pouti v kostele se chlapci zrak opět vrátil, což vzbudilo u tehdejších přítomných velký úžas.

Tyto zprávy z pamětní knihy jsou prostým záznamem o četných vyslyšených prosbách a autor brožury o chotěšovské poutní svatyni z roku 1923 Rudolf Zháněl zmiňuje velkou úctu k chotěšovské madoně také u Slováků, kteří na Podřipsko v jeho časech přicházeli za prací.

### Památné průvody
Prvním zaznamenaným památným průvodem ke cti Panny Marie chotěšovské bylo procesí, kterého se počátkem 18. století snad účastnil i kníže Valter Xaver Dietrichstein, který prosil za uzdravení své ženy. Další okázalou slavností bylo 15. srpna 1737 posvěcení nového chotěšovského kostela. Tehdy vyšel z Libochovic početný průvod, ve kterém byla chotěšovská madona přenesena na nosítkách nesenými dívkami i mládenci do chotěšovského kostela. K tomuto průvodu se připojili i z okolních osad, střílelo se z hmoždířů a zvonilo všemi zvony.
Hlavní poutě se v Chotěšově konají na svátek Navštívení Panny Marie (2. července – podle tradice předkoncilní liturgie, nebo v následující neděli) a o slavnosti Nenebevzetí Panny Marie (15. srpna). Ve 20. letech 20. století se uvádí, že z okolí na tyto poutě přichází 10-20 poutních průvodů.

## Architektura

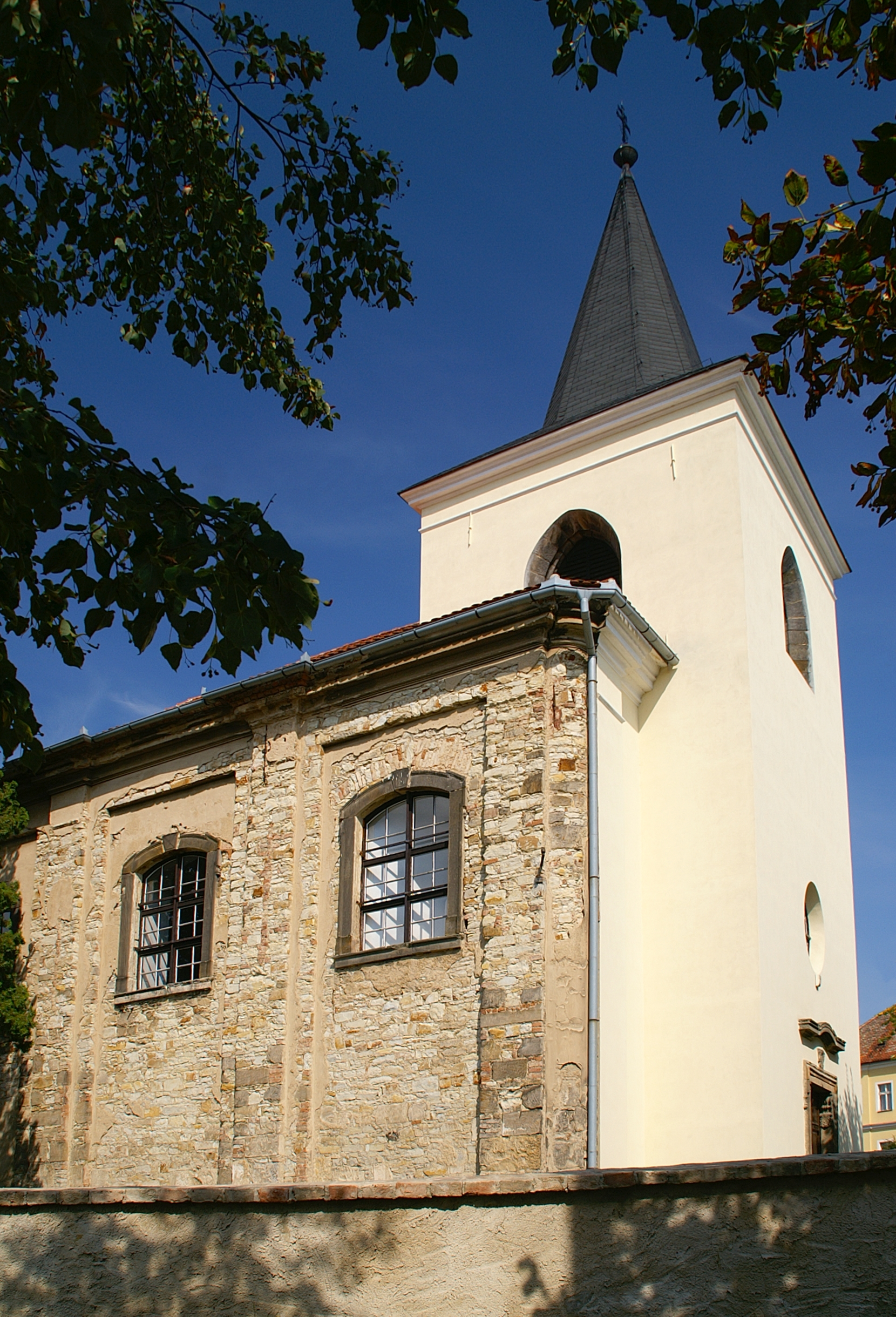
Věž chotěšovského kostela

Kostel je neorientovaný a je postaven severojižním směrem. Kostel je jednolodní a má obdélný půdorys. Má zaoblená nároží a obdélný presbytář, který je vně půlkruhově ukončený s patrovými přístavky. V průčelí kostela je starší věž. Boční fasády mají lizénové rámci, pilastry a segmentově ukončená okna. Závěr kostela je hladký a má dva opěráky. Hlavní průčelí má zaoblená nároží a středový rizalit věže. V jeho ose je obdélný portál se segmentem proloženým římsou. Je v něm oválné okno a v patře je pak okno hrotité. Presbytář a boční prostory mají plochý strop. Presbytář je s koutovými pilastry. Po obou stranách jsou segmentem zakončená okna oratoří nad sakristiemi. Loď kostela je kryta stropem s fabionem pocházející z roku 1846. Na zaoblených koutech při triumfálním oblouku a na stěnách kostela jsou pilastry. Předsíň v podvěží má valenou klenbu. Po stranách se nachází kaple sv. Antonína a schodiště na věž. Kruchta spočívá na hranolových pilířích.

### Vybavení
Hlavní a boční oltáře jsou pseudobarokní. Na hlavním oltáři se v barokní skřínce nachází gotická milostná socha Madony. Barokní sochy pocházejí ze druhé čtvrtiny 18. století. Kamenná renesanční kazatelna nese reliéf Madony, sv. Jiří a má ornamentální výzdobu. Kamenná křtitelnice je barokní. Barokní je také balustrová mřížka s akantovou a páskovou výzdobou, která odděluje presbytář od lodi kostela.

## Okolí kostela
Při kostele se nachází hřbitovní zeď s branou, která je zdobená páskovou ornamentikou. Pochází ze 2. čtvrtiny 18. století.